# Campeonato de los Cuatro Continentes de Patinaje Artístico sobre Hielo de 2023
El XXV Campeonato de los Cuatro Continentes de Patinaje Artístico sobre Hielo se celebró en Colorado Springs (Estados Unidos) entre el 7 y el 12 de febrero de 2023 bajo la organización de la Unión Internacional de Patinaje sobre Hielo (ISU) y la Asociación Estadounidense de Patinaje sobre Hielo.
Las competiciones se realizaron en la Broadmoor World Arena de la ciudad estadounidense.

## Medallero
| Núm. | País           | Oro | Plata | Bronce | Total |
| ---- | -------------- | --- | ----- | ------ | ----- |
| 1    | Japón          | 2   | 0     | 2      | 4     |
| 2    | Corea del Sur  | 1   | 1     | 0      | 2     |
| 2    | Estados Unidos | 1   | 1     | 0      | 2     |
| 4    | Canadá         | 0   | 2     | 2      | 4     |
|      | TOTAL          | 4   | 4     | 4      | 12    |